# Mount Maere
Mount Maere är ett berg i Antarktis. Det ligger i Östantarktis. Norge gör anspråk på området. Toppen på Mount Maere är 2 300 meter över havet.
Terrängen runt Mount Maere är platt åt nordväst, men åt sydost är den kuperad. Trakten är obefolkad. Det finns inga samhällen i närheten. 